# Naturpark Westensee

Logo

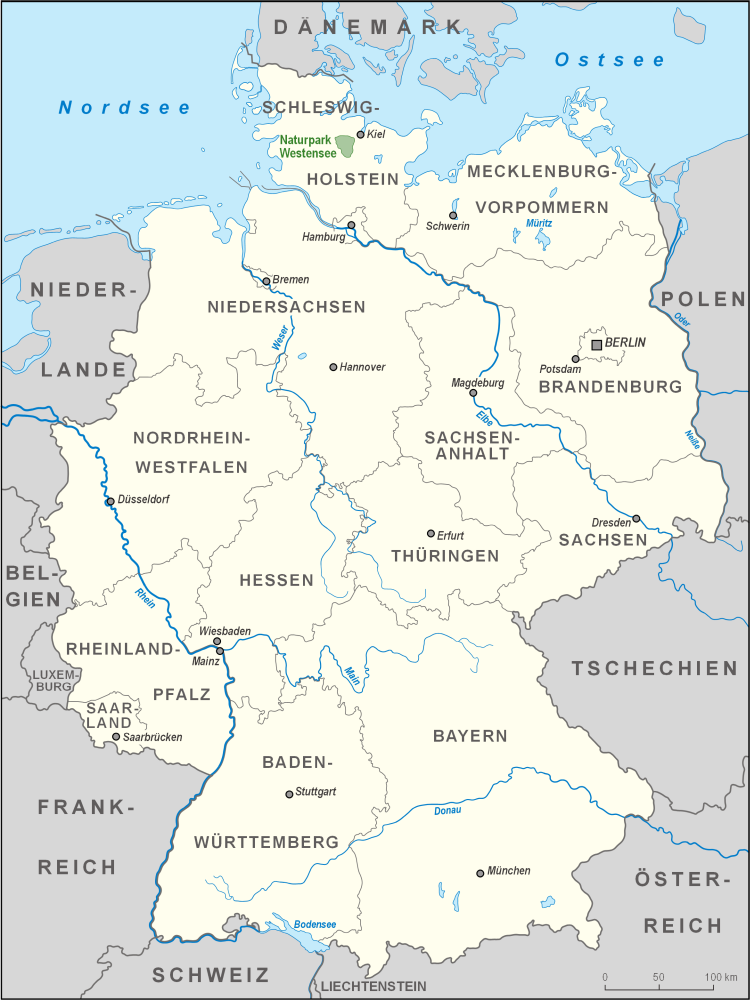
Lage des Naturparks Westensee

Der Naturpark Westensee liegt im Städtedreieck Kiel–Neumünster–Rendsburg in der Moränenlandschaft des Ostholsteinischen Hügellandes. Er ist eine Einrichtung nach § 29a des Landesnaturschutzgesetzes (LNatSchG) für Schleswig-Holstein von 2010. Die Trägerschaft hat am 19. Dezember 2016 der Verein „Naturpark Westensee Obere Eider e. V.“ mit Sitz in Felde (bis Dezember 2022 in Bordesholm) übernommen. Ursprünglich war der Kreis Rendsburg-Eckernförde Träger dieses Naturparks.

## Lage
Der namensgebende Westensee, 692 Hektar groß, liegt im nördlichen Drittel des etwa 25.000 Hektar umfassenden Naturparks. Innerhalb seines Gebiets formen die Autobahnen A 7, A 210 und A 215 ein Dreieck, dessen Südspitze die Linie Bordesholm – Nortorf erreicht. Die nördliche Grenze bildet ein Bogen des Nord-Ostsee-Kanals zwischen Sehestedt und dem  Kieler Stadtteil Suchsdorf. Im Nordosten endet der Naturpark vor Kronshagen und Kiel. Im Süden liegen Neumünster und Aukrug außerhalb. Die kleine Gemeinde Oldenhütten bildet einen Grenzpunkt im Westen.

## Landschaftsbild
Die Landschaft entstand zur letzten Eiszeit und wird charakterisiert durch Hügel, Täler, Wälder, Äcker, Moore, Seen, Sümpfe, kleine Flüsse, Kliffe, Kiesrücken und Sandbänke. Zu Beginn des 19. Jahrhunderts kamen die für Ostholstein typischen Knicks (Wallhecken) dazu.

### Erhebungen
- Blotenberg 69 m, am Westensee, Südufer.
- Borkenberg 52 m, Sandfeld (Ortsteil von Langwedel).
- Charlottenhöhe 56 m, nördlich von Emkendorf.
- Hanradesberg 65 m, nördlich von Oldenhütten.
- Heiliger Berg 78 m, nördlich von Blumenthal.
- Kieler Berg 94 m, westlich Deutsch-Nienhof
- Kummersberg 39 m, nördlich von Schönbek.
- Lietberg 74 m, zwischen Emkendorf und Deutsch-Nienhof.
- Söhrenberg ?? m,
- Spinn-Berge 18 m, am Nord-Ostsee-Kanal.
- Tüteberg 88 m, südlich des Ortes Westensee.
- Wartenberg 67 m, Blocksdorf (Ortsteil von Langwedel).

### Fließgewässer
- Aalbek.
- Bokeler Au.
- Brammer Au.
- Eider.
- Melsdorfer Au.
- Olendieksau, wird in Langwedel vor dem Brahmsee zur Mühlenau.

### Binnenseen

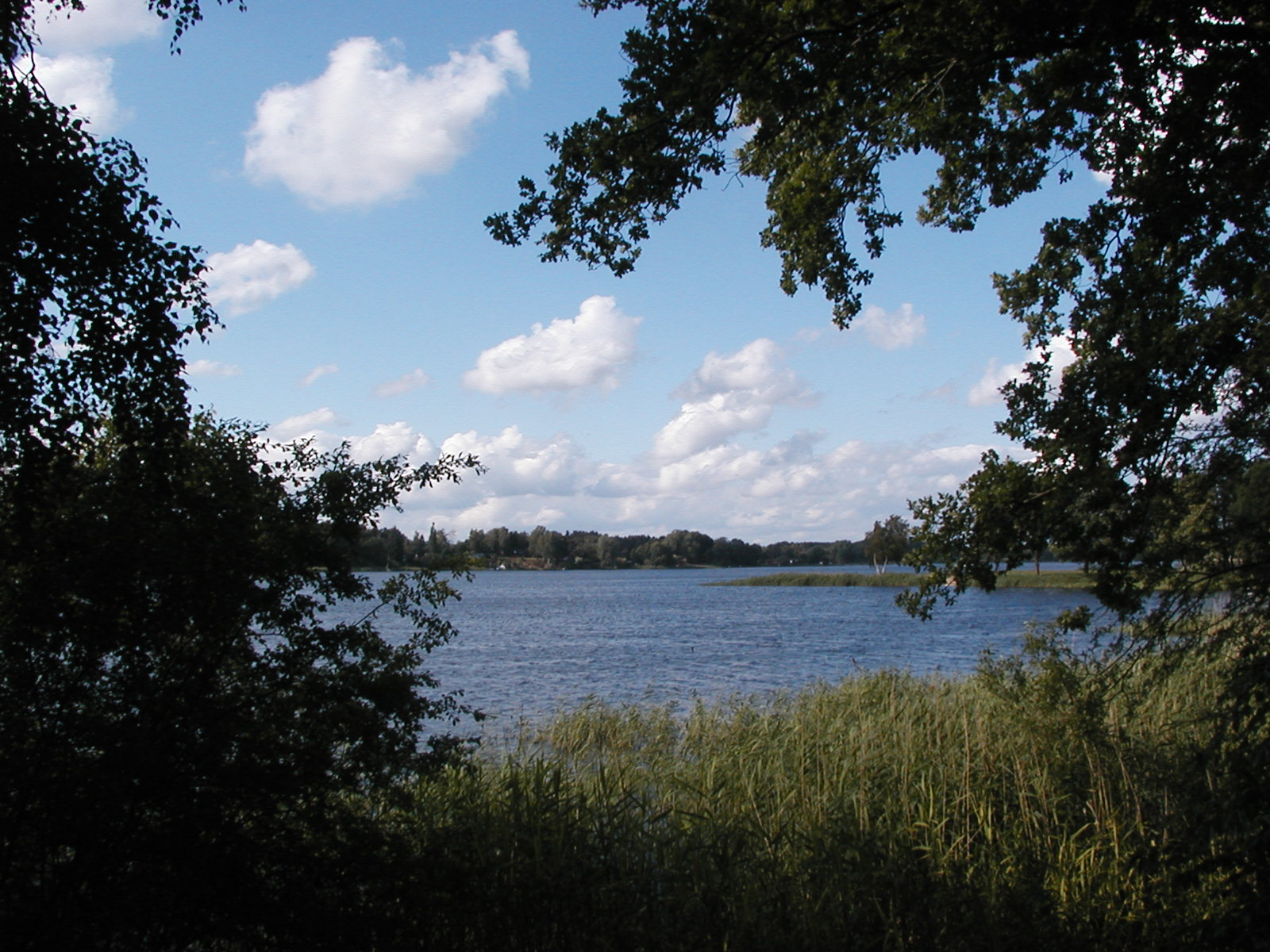
Blick vom Ostufer auf den Brahmsee

- Ahrensee, 55 ha, nördlich vom Westensee.
- Bordesholmer See, 71 ha.
- Borgdorfer See, 50 ha.
- Bossee, 32 ha. östlich des Gutes Bossee.
- Einfelder See, 168 ha.
- Flemhuder See, 90 ha, verbunden mit dem Nord-Ostsee-Kanal.
- Hansdorfer See, 14 ha, nördlich von Mielkendorf.
- Molfsee, 30 ha, südlich von Kiel.
- „Nortorfer Seenplatte“: Lustsee; Pohlsee; Manhagener See; Brahmsee; Wardersee.
- Rammsee, 3 ha, nördlich des Ortes Molfsee.
- Kleiner Schierensee, 22 ha.
- Großer Schierensee, 99 ha, südlich vom Westensee.
- Vollstedter See, 30 ha.
- Westensee, 692 ha.

### Moore
- Bargstedter Moor: östlich des Ortes.
- Bokeler Moor: nördlich des Ortes.
- Dosenmoor: östlich vom Einfelder See.
- Großmoor: südwestlich des Ortes Haßmoor.
- Großes Moor: südlich des Ortes Dätgen. → Moorleiche.
- Hasenmoor: nördlich des Ortes Felde.
- Kirchenmoor: nördlich des Ortes Böhnhusen.
- Schülper Moor.
- Techelsdorfer Moor.
- Wildes Moor: westlich des Ortes Bokelholm, Gemeinde Emkendorf.

## Tourismus
Während des Schleswig-Holstein Musik Festivals finden regelmäßig Veranstaltungen auf dem Gut Emkendorf statt. Für Wanderer verbindet der Naturparkweg die fünf Naturparks in Schleswig-Holstein.

### Güter, Herrenhäuser
- Gut Annenhof in der Gemeinde Rodenbek. Erbaut 1772–1775; Baumeister Johann Adam Richter[4][5]
- Gut Borghorst.[6]
- Gut Bossee
- Gut Bredenmoor, östlich von Bredenbek
- Gut Dengelsberg
- Gut Deutsch-Nienhof
- Gut Dorotheental in Quarnbek → Netzseite
- Gut Emkendorf. Erbaut ab 1791, Baumeister Carl Gottlob Horn[7]
- Gut Georgenthal
- Gut Hohenschulen in der Gemeinde Achterwehr
- Gut Klein Nordsee in der Gemeinde Felde
- Gut Kluvensiek
- Gut Kronsburg in der Gemeinde Bredenbek
- Gut Manhagen: Wassermühle, abgewrackte Windmühle
- Gut Marutendorf in der Gemeinde Achterwehr
- Gut Osterrade
- Gut Quarnbek
- Gut Schierensee. Erbaut 1774–1782 von Baumeister Johann Adam Richter für Caspar von Saldern.[8]
- Gut Schönhagen in der Gemeinde Bredenbek; Anfang 19. Jh.[9]
- Gut Westensee

### Archäologisches
Von den Hügelgräbern der Bronzezeit ist nur mehr ein Rest sichtbar. Die meisten wurden durch intensives Pflügen eingeebnet. Einige haben Grabräuber abgetragen. Erhaltene Beispiele finden sich südöstlich von Eisendorf, nordöstlich von Groß Vollstedt, am Sandberg in Langwedel.

### Verein
Seit 2019 ist Anne Katrin Kittmann, Bürgermeisterin von Achterwehr, die Geschäftsführerin des eingetragenen Vereins „Naturpark Westensee –  Obere Eider“.
Den Vorsitz hat Eike Fandrey; seine Stellvertreter sind Klaus Langer und Heinz Dieter Gröning.

## Verwaltungszentren
- Amt Achterwehr: 118,4 km², 11.240 Einwohner.
- Amt Bordesholm:  99,6 km², 14.409 Einwohner.
- Amt Eidertal:    78,4 km², 16.800 Einwohner.
- Amt Nortorfer Land: 245,1 km², 18.422 Einwohner. ← (Stadt Nortorf: 6.710 Einwohner).